# Kent Jönsson
Kent Jönsson (9 maggio 1955) è un ex calciatore svedese, di ruolo difensore.

## Palmarès

### Club

#### Competizioni nazionali
- Campionato svedese: 4

Malmö: 1974, 1975, 1977, 1986
- Coppa di Svezia: 6

Malmö: 1974, 1975, 1978, 1980, 1984, 1986